# آیدیتراد (آلاسکا)
آیدیتراد (به انگلیسی: Iditarod) یک شهر در ایالات متحده آمریکا است که در Yukon–Koyukuk Census Area واقع شده‌است.